# Natterer-Kammratte
Die Natterer-Kammratte (Ctenomys nattereri) ist eine Art der Kammratten. Die Art lebt im Südwesten Brasiliens und im Osten Boliviens.

## Merkmale
Die Natterer-Kammratte erreicht eine Kopf-Rumpf-Länge von durchschnittlich etwa 24,5 Zentimetern sowie eine Schwanzlänge von 7,1 Zentimetern, Gewichtsangaben liegen nicht vor. Die Ohrlänge beträgt 11 Millimeter, die Hinterfußlänge 54 Millimeter inklusive der Krallen. Es handelt sich damit um eine vergleichsweise große Art der Gattung. Das Rückenfell ist einfarbig glänzend-braun gefärbt, vom Kopf über den Rücken zieht sich eine undeutliche Reihe von schwarzen Flecken entlang der Wirbelsäule. Letzteres ist kräftiger ausgebildet als bei der Bolivien-Kammratte. Die Bauchseite ist schwarz mit einzelnen weißen Flecken vor allem im Bereich der Achseln und der Leistenregion. Der Kopf und die Schnauze sind verhältnismäßig breit und flach. Das Rhinarium ist fast vollständig unbehaart, die Augen und die Ohröffnungen sind klein. Die Schneidezähne sind sehr breit und von einem safranroten Zahnschmelz überzogen.
Der Karyotyp besteht aus einem Chromosomensatz von 2n=36 Chromosomen (FN=64).

## Verbreitung
Die Natterer-Kammratte lebt im Südwesten Brasiliens in Rondônia und Mato Grosso sowie im Osten Boliviens im Departamento Santa Cruz.

## Lebensweise
Über die Lebensweise und die Lebensräume der Art liegen nur wenige Informationen vor. Wie alle Kammratten lebt sie wahrscheinlich solitär und terrestrisch und gräbt Baue im Boden. Ein einzelner ausgehobener Bau hatte eine Länge von vier bis sechs Metern und reichte 2 bis 4 Meter in die Tiefe. Er endete blind in einer einzelnen Höhlung ohne Nest.
Sie kommt vor allem in Regionen mit Maniok-Anbau vor und ernährt sich von unterirdischen Knollen und Wurzeln.

## Systematik
Die Natterer-Kammratte wird als eigenständige Art innerhalb der Gattung der Kammratten (Ctenomys) eingeordnet, die aus etwa 70 Arten besteht. Die wissenschaftliche Erstbeschreibung der Art stammt von Johann Andreas Wagner aus dem Jahr 1848, der sie anhand von Individuen aus „Caissora“ in Mato Grosso beschrieb. Sie ist nach dem österreichischen Zoologen Johann Baptist Natterer benannt, der die Typus-Exemplare von seiner Österreichische Brasilien-Expedition aus Bolivien mitbrachte und an die k.k. Naturalien-Kabinett Wien übergab. Wagner beschrieb die Tiere als Form der Brasilianischen Kammratte (Ctenomys brasiliensis), wie jedoch auf die Unterschiede hin und schlug den noch heute gültigen Namen Ctenomys nattereri als „einstweilig“ zu nutzenden Namen vor.
Die Art wurde teilweise als Unterart der Bolivien-Kammratte (Ctenomys boliviensis) betrachtet. Sie wird entsprechend molekularbiologischer Daten von dieser abgegrenzt, jedoch in die nähere Verwandtschaft gestellt und der boliviensis-Artengruppe innerhalb der Gattung zugeordnet. Als Schwesterart wurde die Zweifarbige Kammratte (Ctenomys bicolor) identifiziert.
Innerhalb der Art werden neben der Nominatform keine weiteren Unterarten unterschieden.

## Status, Bedrohung und Schutz
Die Natterer-Kammratte wird von der International Union for Conservation of Nature and Natural Resources (IUCN) nicht als eigenständige Art betrachtet und im Eintrag zur Bolivien-Kammratte behandelt. Diese wird als nicht gefährdet gelistet.

## Belege
1. 1 2 3 4 5 6 7 8 9 10  Natterer's Tuco-tuco. In: T.R.O. Freitas: Family Ctenomyidae In: Don E. Wilson, T.E. Lacher, Jr., Russell A. Mittermeier (Herausgeber): Handbook of the Mammals of the World: Lagomorphs and Rodents 1. (HMW, Band 6) Lynx Edicions, Barcelona 2016, S. 514. ISBN 978-84-941892-3-4.
2. 1 2  Scott Lyell Gardner, Jorge Salazar-Bravo, Joseph A. Cook: New Species of Ctenomys Blainville 1826 (Rodentia: Ctenomyidae) from the Lowlands and Central Valleys of Bolivia. Faculty Publications on the Harold W. Manter Laboratory of Parasitology, Special Publications, Museum of Texas Tech University 62, 2014; S. 1–34; Volltext.
3. 1 2  Johann Andreas Wagner: Beiträge zur Kenntniss der Arten von Ctennomys. Archiv für Naturgeschichte 14 (1), 1848; S. 72–78. (biodiversitylibrary.org Digitalisat)
4. ↑  „Natterer“ In: Bo Beolens, Michael Grayson, Michael Watkins: The Eponym Dictionary of Mammals. Johns Hopkins University Press, 2009; S. 289; ISBN 978-0-8018-9304-9.
5. ↑  Ctenomys boliviensis nattereri. In: Don E. Wilson, DeeAnn M. Reeder (Hrsg.): Mammal Species of the World. A taxonomic and geographic Reference. 2 Bände. 3. Auflage. Johns Hopkins University Press, Baltimore MD 2005, ISBN 0-8018-8221-4.
6. ↑  Andrés Parada, Guillermo D’Elía, Claudio J. Bidau, Enrique P. Lessa: Species groups and the evolutionary diversification of tuco-tucos, genus Ctenomys (Rodentia: Ctenomyidae). Journal of Mammalogy 92 (3), 9. Juni 2011; S. 671–682. doi:10.1644/10-MAMM-A-121.1
7. ↑  Ctenomys boliviensis in der Roten Liste gefährdeter Arten der IUCN 2018. Eingestellt von: J. Dunnum, N. Bernal, 2016. Abgerufen am 3. Februar 2019.